# Selter (Höhenzug)

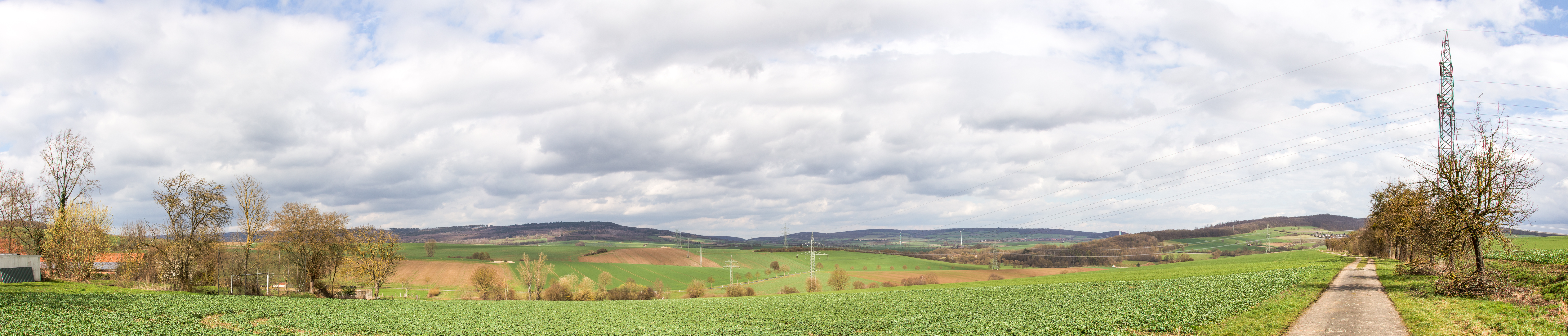
Der Selter (rechts der Mitte) von Süden mit dem Kohlberg (372 m), der Hohen Egge (395 m), dem Hauptrücken mit dem Oberbecken des Pumpspeicherwerks Erzhausen (Sendemast auf etwa 380 m) und dem Nollen (300 m); links der Mitte der Hils mit dem Ostgipfel Burgberg (430 m), rechts die Hube, ganz links der Rand des Elfas

Der Selter ist ein bis 395 m ü. NHN hoher Höhenzug des Niedersächsischen Berglands in den Landkreisen Hildesheim, Holzminden und Northeim.

## Geographie

### Lage
Der Selter ist ein schmaler Bergrücken des Alfelder Berglands, einem Teil des Leineberglands im Niedersächsischen Bergland. Er erstreckt sich auf etwa 11 km Länge im Viereck der Ortschaften Alfeld, Freden, Kreiensen und Delligsen. Er liegt zwischen Delligsen im Nordwesten, Imsen im Norden, Freden im Osten, Erzhausen im Südosten, Greene im Südsüdosten, Naensen im Süden, Stroit und Ammensen im Südwesten und Varrigsen im Westen. Seine gedachte Mitte liegt bei Freden.
Nordwestlich vom Selter liegt der Steinberg, jeweils jenseits der den Höhenzug passierenden Leine nordöstlich der Sackwald und östlich der Helleberg, südlich die Hube und westlich der Hils. Das Tal der Wispe, ein südwestlicher Leine-Zufluss, leitet zum Steinberg über. 
Nordwestlich und westlich führt die B 3 am Selter vorbei, im Süden die B 64. Durch den Nollen, dem Südausläufer des Selters, führt als Teil der Bahnstrecke Altenbeken–Kreiensen etwa in West-Ost-Richtung der 884 m lange Naenser Tunnel. Südsüdöstlich der Hohen Egge, der höchsten Erhebung des Höhenzugs, befindet sich in den Hochlagen des Selters das Oberbecken des Pumpspeicherwerks Erzhausen.

### Erhebungen
Zu den Erhebungen des Selters gehören −  sortiert nach Höhe in Meter (m) über Normalhöhennull (NHN; wenn nicht anders genannt laut):
| - Hohe Egge (395 m) - Kohlberg (ca. 372 m) - Thödingsberg (ca. 366 m) - Nollen (300 m) | - Spielberg (ca. 291 m) - Hasenberg (ca. 290 m) - Ziegenrücken (ca. 260 m) |

## Geologie, Entstehung und Natur
Der Selter wurde gemeinsam mit den nordwestlich anschließenden Höhenzügen Steinberg und Reuberg, Duinger Berg und Thüster Berg sowie dem westlichen Ith durch tektonische Bewegungen in der Tertiärzeit zu einem breiten Sattel aufgewölbt, der dann durch übermäßige Spannung auf dem Scheitel auf voller Länge einbrach. Aus dem entstandenen Riss formte sich durch Abtragung mit der Zeit die Wallenser Senke westlich dieses Bergzugs. Der Ith besteht als „Westhang“ dieses vormaligen Sattels mit großen Ähnlichkeiten bezüglich Gestein, morphologischer Form, Boden und Vegetation. Die oberste Schicht der Erhebungen besteht aus Dolomit, einem harten Jurakalkstein. Im Selter hat man in einer Tiefe bis 2 m versteinerte Ammonshörner bis zu 40 cm Durchmesser gefunden. Der große Salzberg birgt zahlreiche Versteinerungen von Muscheln, Fischen und Schnecken, die bis zu 30 Millionen Jahre alt sind. An seinem Kamm und seiner teils steil abfallenden Ostflanke befinden sich, meist im Wald versteckt, Kalksteinklippen, die Selterklippen, die im mittleren und südlichen Teil des Selters mit den Fredener, Esbecker, Erzhausener und den Naenser Klippen als Naturschutzgebiet ausgewiesenen sind. 
Der Selter gehört zu den größten Schatthangwaldgebieten Niedersachsens.

## Sehenswertes
Zu den Sehenswürdigkeiten des Selters gehören (alphabetisch sortiert):
- „Dreitannenstein“, eine Felsformation mit geschätztem Gewicht von 170.000 Zentnern, also 8.500 Tonnen
- „Kammerstein“, Fels mit Höhle, in der sich einer Sage nach sieben Kammern befinden
- „Kammerkeule“, ein großer Felsblock in Keulenform
- Höhle an der Drei-Tannen-Klippe. Hier fand man prähistorische Werkzeuge, wie Trensenknebel aus Hirschgeweih, Kleintierrippe mit eingesetzter Spitze aus Bronze, Fragment von einem Draht aus Eisen, Tierknochen mit Hieb- und Schnittspuren und Keramikstücke.
- „Marienfels“, Fels nordwestlich von Erzhausen mit 1898 in Stein gefasster Marienquelle
- „Nollen“[3], südlicher Ausläufer des Selter bei Naensen mit Naenser Tunnel (884 m lang)
- Pumpspeicherwerk Erzhausen mit 160.000 m² großem Unterbecken[4] bei Erzhausen
- „Siebenjähriger Kriegerstein“, Fels mit Steindach, unter dem im Siebenjährigen Krieg eine Kompanie Soldaten Unterschlupf gefunden haben soll
- „Selterklippen“ (Naturdenkmal), östlich entlang des Kamms, ein Großteil davon wurde 2009 unter Naturschutz gestellt
- Steinbruch, aufgelassen im Wald westsüdwestlich von Freden

## Wandern
Zahlreiche Waldwege und Pfade führen über den Selter, unter anderem kann man auf einem Wanderweg entlang seines Kamms bzw. der Selterklippen in Nordwest-Südost-Richtung von Delligsen nach Bruchhof laufen. 